# Pašeráctví

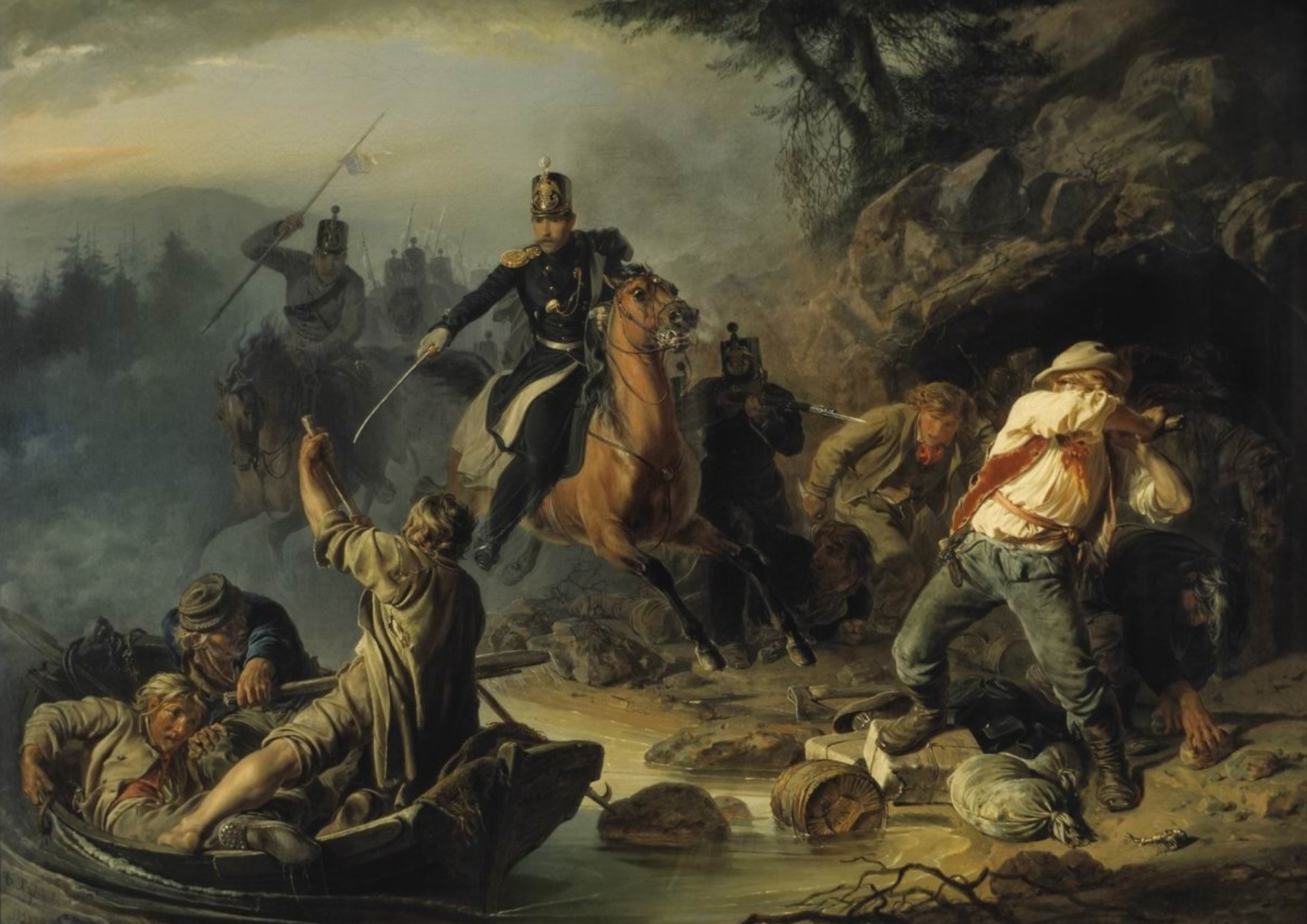
Pašeráci

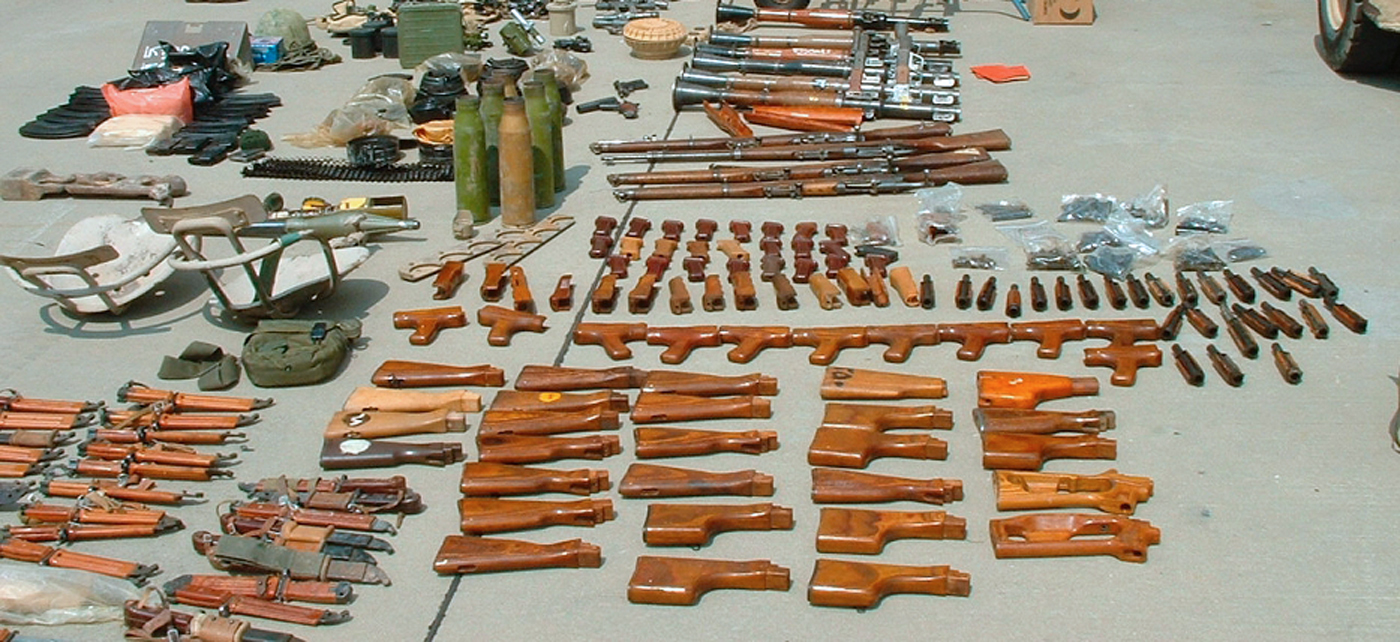
Zkonfiskovaný kontraband

Pašeráctví nebo pašování je utajovaná přeprava zboží nebo osob přes státní hranice či jiná střežená místa (například do budovy vězení) porušující zákony dané země. Nedovolená přeprava zboží přes státní hranici se také označuje jako podloudnictví a stát ji obvykle stíhá jako trestný čin. Pašování často souvisí s ilegálním obchodem nebo i další trestnou činností. Mezi motivace k pašeráctví patří neplacení celních poplatků, ilegální obchod, přeprava kradených předmětů, drogy, alkohol, ilegální imigrace, daňové úniky, pašování věcí k vězňům atd. Pašeráctví je prováděno většinou za účelem hmotného zisku nebo jiného osobního prospěchu.
K pašeráctví dochází tehdy, když se vytvoří nerovnováha trhu, zdanění či životní úrovně či zákonů v hraničních zemích. Požadavky společnosti na zakázané či levnější zboží, služby nebo svobody vedou k pašeráctví. Mezi nejběžnější lze zařadit cigarety a alkohol. Pašerák se vystavuje hrozbě civilních a kriminálních trestů, pokud by byl chycen. Další zisky z pašeráctví pocházejí z úniku na dani, kdy např. pašerák nakoupí zboží ve státě s nízkou daní a propašuje ho do státu s daní vyšší, kde by mohlo být prodáno za mnohem vyšší cenu.

## Metody pašeráctví
S ohledem na překročení hranic lze rozlišovat různé druhy přepravy pašovaného zboží, může být ukryto jen v zavazadle, ale třeba také v tělesných dutinách. Pašerák může být černý pasažér nebo cestovat na falešný pas, a to jak letadly, vlaky, automobily, tak na lodích (zejména v Mexickém zálivu). Může také pašované zboží přepravovat např. pomocí plovoucích kontejnerů přes hranici proudem pohraniční řeky. Využívají se různé pašerácké cesty a stezky, pašerácké tunely apod.

## České právo
V českém právu bylo podloudnictví naposledy výslovně definováno v celním zákoně č. 114/1927 Sb., který platil až do roku 1954. Podle jeho § 129 a 130 šlo o úmyslnou přepravu zboží přes celní hranici, jehož vývoz, dovoz i jen průvoz přes území státu byl zakázán, stejně jako uvádění takového zboží do volného oběhu, případně zkrácení cla zatajením či nedodáním zboží celnímu úřadu. Za podloudnictví mohla být uložena pokuta, jejíž výše se odvíjela od ceny zboží či od zkráceného cla, a propadnutí zboží. V závažnějších případech, např. pokud šlo o recidivu, pokud bylo spácháno ve větším rozsahu nebo se zbraní, hrozil podle § 131 trest odnětí svobody až na jeden rok.
Trestní zákoník z roku 2009 trestný čin podloudnictví nezná, nicméně obsahuje podobné skutkové podstaty, např.:
- porušení předpisů o oběhu zboží ve styku s cizinou (§ 261)
- porušení předpisů o kontrole vývozu zboží a technologií dvojího užití (§ 262)
- porušení povinností při vývozu zboží a technologií dvojího užití (§ 263)
- provedení zahraničního obchodu s vojenským materiálem bez povolení nebo licence (§ 265)
- porušení povinnosti v souvislosti s vydáním povolení a licence pro zahraniční obchod s vojenským materiálem (§ 266)
- nedovolená výroba a jiné nakládání s omamnými a psychotropními látkami a s jedy ve formě dovozu, vývozu nebo průvozu (§ 283)